# Lycèe Trading Card Game
Lycèe Trading Card Game là một trò chơi thẻ bài giao đấu Nhật Bản phát triển bởi Silver Blitz và phát hành bởi Broccoli trong đó gần như chỉ sử dụng các nhân vật trong những trò chơi máy tính thể loại visual novel. Lycée là một từ tiếng Pháp có thể dịch thô là 'cao trung'. Hầu hết thẻ đều sử dụng thiết kế của người hâm mộ.
Có năm cấp độ thẻ: thông thường, phổ biến, hiếm, khuyến mãi và may mắn. Thẻ 'may mắn' là giá trị nhất, và có thể bán lại với giá lên đến 9.800 yen tại các cửa hàng sử dụng lần hai ở Nhật Bản. Trong khi đó, thẻ 'hiếm' được bán với giá từ 50 đến 1.200 yen.

## Các loại thẻ
Có bốn 'loại' thẻ khác nhau: nhân vật, sự kiện, vật dụng và khu vực.
Ngoài ra, mỗi thẻ thuộc về một trong năm 'thuộc tính':  tuyết (雪 yuki),  trăng (月 tsuki),  hoa (花 hana),  không khí (宙 sora), và  mặt trời (日 hi). Ngoài ra còn có thẻ trả phí nguyên tố (無 mu) với biểu tượng hình ngôi sao.

## Danh sách trò chơi có nhân vật xuất hiện trongLycèe

Một thẻ khuyến mãi, nhân vật ở đây là Yumemi từ planetarian ~Chiisana Hoshi no Yume~. Trong khi hầu hết thẻ đều là "fanmade", thẻ này sử dụng tác phẩm nghệ thuật chính thức do là thẻ khuyến mãi.

| - Aido-san Spirits! (bởi Sirius) - AIR (bởi Key) - Akumu (bởi StudioMebius) - Alma (bởi Bonbee) - Atlach-Nacha (bởi AliceSoft) - Banyōn (bởi AliceSoft) - Binary Pot (bởi August) - CLANNAD (bởi Key) - Comic Party (bởi Leaf) - Daiakuji (bởi AliceSoft) - December When There Is No Angel (bởi Leaf) - DR2 Night Janki (bởi Leaf) - Fate/hollow ataraxia (bởi Type-Moon) - Fate/stay night (bởi Type-Moon) - Fushigi no Kuni no Kanojo (bởi Saga Planets) - Galzoo (bởi AliceSoft) - Hajimete no Orusuban (bởi Zero) - Higurashi No Naku Koro Ni (bởi 07th Expansion) - Kanojo-tachi no Ryūgi (bởi 130cm) - Kanon (bởi Key) - Kizuato (bởi Leaf) - Koigokoro (bởi RAM) - Kurenai-hime: Kou Ki (bởi Saga Planets) - Kusari (bởi Leaf) - Mamahaha Chōkyō (bởi Giant Panda) - Mamatoto (bởi AliceSoft) - Magical Love Lesson (bởi Giant Panda) - Mahō wa Ameiro? (bởi Sirius) - Maō to Odore! (bởi Catwalk) - Melty Blood (bởi Type-Moon) - Negai (bởi RAM) - Ōbanchō (bởi AliceSoft) - Only You: ReCruz (bởi AliceSoft) - Osananajimi na Kanojo (bởi Ego) - Pastel Chime Continue (bởi AliceSoft) | - planetarian ~Chiisana Hoshi no Yume~ (bởi Key) - Princess Brave! (bởi 130cm) - Princess Holiday (bởi August) - Prism Ark (bởi Pencil Production) - Really? Really! (bởi Navel) - Rance VI: Zezu Hōkai (bởi AliceSoft) - Rewrite (bởi Key) - Ribbon2 (bởi Bonbee) - Ribbon95 (bởi Bonbee) - Shizuku (bởi Leaf) - Shoya Kenjō (bởi Giant Panda) - Shuffle! (bởi Navel) - Snow (bởi Studio Mebius) - Soul Link (bởi Navel) - Tasogare (bởi Leaf) - Tears to Tiara (bởi Leaf) - Tenerezza (bởi Aquaplus) - Tick! Tack! (bởi Navel) - Tōshin Toshi (bởi AliceSoft) - To Heart (bởi Leaf) - To Heart 2 (bởi Leaf) - Tomodachi Ijō Koibito Miman (bởi Studio Mebius) - Tomoyo After: It's a Wonderful Life (bởi Key) - Tsukihime (bởi Type-Moon) - Tsuki wa Higashi ni Hi wa Nishi ni: Operation Sanctuary (bởi August) - Uchi no Imōto no Baai (bởi Ego) - Ultra Mahō Shōjo Manana (bởi AliceSoft) - Umineko no Naku Koro ni (bởi 07th Expansion) - Usotsuki wa Tenshi no Hajimari (bởi Saga Planets) - Utawarerumono (bởi Leaf) - White Album (bởi Leaf) - Yoake Mae yori Ruri Iro na (bởi August) - Yoru ga Kuru! (bởi AliceSoft) |